# Andreas Öberg

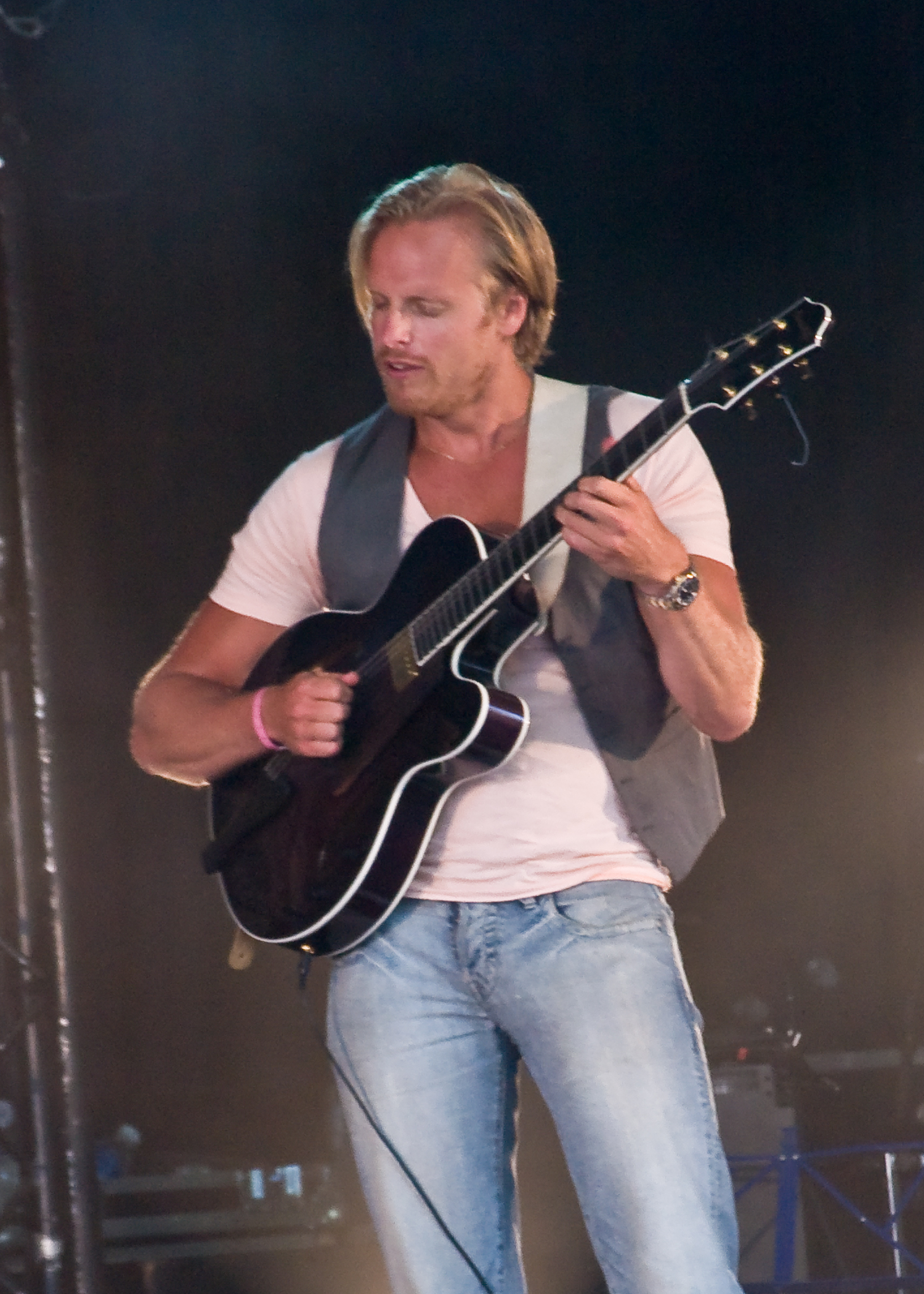
Andreas Öberg beim Django Reinhardt Jazz Festival in Samois-sur-Seine 2009.

Andreas Öberg (* 6. August 1978 in Stockholm) ist ein schwedischer Jazzgitarrist und -komponist.

## Leben und Wirken
Öberg begann mit acht Jahren mit dem Gitarrenspiel; er lernte zunächst klassische Gitarre, wechselte als Jugendlicher zu Jazz/Blues und Fusion. Mit 18 Jahren begann er an der Königlichen Musikhochschule Stockholm zu studieren. Zunächst begleitete er Viktoria Tolstoy und Svante Thuresson. Im Laufe seiner Karriere spielte er u. a. mit Les Paul, Barbara Hendricks, Jimmy Rosenberg, Putte Wickman, Joe Beck, Bruce Forman, Frank Vignola, Bucky Pizzarelli, Ulf Wakenius, Joey DeFrancesco, Mark Murphy, Stochelo Rosenberg, Angelo Debarre, Marian Petrescu, Dorado Schmitt, Ken Peplowski, Jermaine Landsberger und Florin Niculescu. Öberg, der sich stilistisch zwischen Mainstream Jazz, Modern Jazz und dem Gypsy-Jazz im Stile von Django Reinhardt bewegt, legte mehrere Alben unter eigenem Namen vor.
Als Songwriter arbeitete Öberg mit Melanie Fontana und Ludwig Goransson. Weiterhin schrieb und produzierte er Popmusik für den schwedischen, den amerikanischen und den japanischen Markt.

## Preise und Auszeichnungen
Öberg erhielt im Jahr 2002 den Fasching Jazz Award 2002; im selben Jahr gewann er den nationalen Jazzwettbewerb in Schweden. 2003 wurde er mit dem Hagström Guitar Award und dem Armstrong Award ausgezeichnet, 2004 mit dem Gevalia Award und dem Scandinavian Patron of Le Quecumbar. Auf dem Jazz Festival Montreux war er 2006 der Gewinner des Publikumspreises im Finale der Gibson International Guitar Competition.

## Diskographische Hinweise
- Solo (Hot Club Norway, 2005)
- My Favorite Guitars (Resonance Records, 2008)
- Six String Evolution (Resonance, 2010, mit Darmon Meader, David Kikoski John Patitucci, Lewis Nash)
- Live (Hot Club, 2013)